# 奥尔芬
奥尔芬（德語：Olfen，發音：[ˈɔlfn̩] ⓘ）是德国北莱茵-威斯特法伦州明斯特行政区科斯费尔德县的城市，面积52.43平方千米，2023年12月31日人口为13,298人。